# 영국 아카데미 음악상
영국 아카데미 음악상은 영국 영화 텔레비전 예술 아카데미가 영화 작곡가에게 수여하는 영화상이다. 이 상은 1968년부터 영국 아카데미 영화상에서 매년 수여되어 왔다.
16번의 후보 지명 중 7번을 수상한 존 윌리엄스는 이 부문에서 가장 많이 지명되고 가장 많이 수상한 인물이다. 엔니오 모리코네는 연속으로 수상한 유일한 작곡가이다. 1987년에는 미션으로, 1988년에는 언터처블로 수상했다. 모리코네는 또한 6번의 후보 지명에서 6번을 수상하여 가장 높은 완벽한 점수와 기록을 가지고 있다. 조지 펜튼과 하워드 쇼어는 수상 없이 가장 많은 후보 지명 기록을 공유한다(각각 6회).
오직 여섯 명의 작곡가만—존 윌리엄스 (1978년; 1975년의 이중 인용은 한 번의 지명으로 간주됨), 반젤리스 (1982년), 모리스 자르 (1985년), 한스 짐머 (2017년), 그리고 작곡 듀오 트렌트 레즈너와 애티커스 로스 (2020년)—같은 해에 두 번의 후보 지명을 받았다. 2019년, 레이디 가가는 스타 이즈 본으로 이 상을 수상한 최초의 여성이 되었다. 2020년, 힐뒤르 그뷔드나도티르는 조커로 이 부문에서 단독 수상으로 이름을 올린 최초의 여성이 되었다. 2022년, 한스 짐머는 듄으로 10번째 후보 지명 만에 이 상을 수상하여, 첫 수상 전에 가장 많은 후보 지명 기록을 세웠다.
다음 목록에서 금색 배경의 굵은 글씨로 표시된 제목과 이름은 각각 수상작과 수상자이며, 굵은 글씨가 아닌 것은 후보작들이다. 주어진 연도는 시상식이 다음 해에 항상 열린다는 점을 고려하여 영화가 개봉된 연도이다.

## 수상자와 후보

### 1960년대
| 연도                                 | 영화                                 | 작곡가                               |
| 앤서니 애스퀴스 오리지널 영화 음악상 | 앤서니 애스퀴스 오리지널 영화 음악상 | 앤서니 애스퀴스 오리지널 영화 음악상 |
| ------------------------------------ | ------------------------------------ | ------------------------------------ |
| 1968 (22회)                          | 겨울의 라이온                        | 존 배리                              |
| 1968 (22회)                          | 차즈 오브 더 라이트 브리게이드       | 존 애디슨                            |
| 1968 (22회)                          | 리브 포 라이프                       | 프랑시스 레                          |
| 1968 (22회)                          | 로미오와 줄리엣                      | 니노 로타                            |
| 1969 (23회)                          | Z                                    | 미키스 테오도라키스                  |
| 1969 (23회)                          | 시크릿 세레모니                      | 리처드 로드니 베넷                   |
| 1969 (23회)                          | 토마스 크라운 어페어                 | 미셸 르그랑                          |
| 1969 (23회)                          | 사랑하는 여인들                      | 조르주 들르뤼                        |

### 1970년대
| 연도        | 영화                       | 작곡가 |
| ----------- | -------------------------- | --- |
| 1970 (24회) | 내일을 향해 쏴라           | 버트 배커랙 |
| 1970 (24회) | 앨리스의 레스토랑          | 알로 거스리 |
| 1970 (24회) | 인물과 풍경                | 리처드 로드니 베넷 |
| 1970 (24회) | 레일웨이 칠드런            | 조니 더글러스 |
| 1971 (25회) | 42년의 여름                | 미셸 르그랑 |
| 1971 (25회) | 작은 거인                  | 존 P. 해먼드 |
| 1971 (25회) | 샤프트                     | 아이작 헤이스 |
| 1971 (25회) | 트래픽                     | 찰스 뒤몽 |
| 1972 (26회) | 대부                       | 니노 로타 |
| 1972 (26회) | 레이디 캐롤라인 램         | 리처드 로드니 베넷 |
| 1972 (26회) | 맥베스의 비극              | 서드 이어 밴드 |
| 1972 (26회) | 젊은 윈스턴                | 앨프리드 랠스턴 |
| 1973 (27회) | 오 럭키 맨!                | 앨런 프라이스 |
| 1973 (27회) | 팻 개럿과 빌리 더 키드     | 밥 딜런 |
| 1973 (27회) | 사운더                     | 타지 마할 |
| 1973 (27회) | 계엄령                     | 미키스 테오도라키스 |
| 1974 (28회) | 오리엔트 특급 살인         | 리처드 로드니 베넷 |
| 1974 (28회) | 차이나타운                 | 제리 골드스미스 |
| 1974 (28회) | 행복한 새해                | 프랑시스 레 |
| 1974 (28회) | 서피코                     | 미키스 테오도라키스 |
| 1974 (28회) | 삼총사                     | 미셸 르그랑 |
| 1975 (29회) | 죠스 / 타워링              | 존 윌리엄스 [A] |
| 1975 (29회) | 대부 2                     | 니노 로타 |
| 1975 (29회) | 지하의 하이젝킹            | 데이비드 샤이어 |
| 1975 (29회) | 바람과 라이온              | 제리 골드스미스 |
| 1976 (30회) | 택시 드라이버              | 버나드 허먼 |
| 1976 (30회) | 벅시 말론                  | 폴 윌리엄스 |
| 1976 (30회) | 뻐꾸기 둥지 위로 날아간 새 | 잭 니치 |
| 1976 (30회) | 슬리퍼 앤 더 로즈          | 리처드 M. 셔먼과 로버트 B. 셔먼                                                                                                   |
| 1977 (31회) | 머나먼 다리                | 존 애디슨 |
| 1977 (31회) | 에쿠스                     | 리처드 로드니 베넷 |
| 1977 (31회) | 007 나를 사랑한 스파이     | 마빈 햄리시 |
| 1977 (31회) | 스타 탄생                  | 폴 윌리엄스, 바브라 스트라이샌드, 케네스 애셔, 루퍼트 홈스, 리언 러셀, 케니 로긴스, 앨런 버그먼, 매릴린 버그먼 그리고 도나 와이스 |
| 1978 (32회) | 스타워즈                   | 존 윌리엄스 |
| 1978 (32회) | 미지와의 조우              | 존 윌리엄스 |
| 1978 (32회) | 줄리아                     | 조르주 들르뤼 |
| 1978 (32회) | 토요일 밤의 열기           | 배리 깁, 모리스 깁 그리고 로빈 깁                                                                                                 |
| 1979 (33회) | 천국의 나날들              | 엔니오 모리코네 |
| 1979 (33회) | 에이리언                   | 제리 골드스미스 |
| 1979 (33회) | 지옥의 묵시록              | 카마인 코폴라와 프랜시스 포드 코폴라                                                                                              |
| 1979 (33회) | 전장의 우정                | 리처드 로드니 베넷 |

### 1980년대
| 연도                        | 영화                          | 작곡가                                                                    |
| 최우수 오리지널 영화 음악상 | 최우수 오리지널 영화 음악상   | 최우수 오리지널 영화 음악상                                               |
| --------------------------- | ----------------------------- | ------------------------------------------------------------------------- |
| 1980 (34회)                 | 제국의 역습                   | 존 윌리엄스                                                               |
| 1980 (34회)                 | 브레이킹 글라스               | 헤이즐 오코너                                                             |
| 1980 (34회)                 | 페임                          | 마이클 고어                                                               |
| 1980 (34회)                 | 플래시 고든                   | 존 디콘, 브라이언 메이, 프레디 머큐리, 로저 테일러 그리고 하워드 블레이크 |
| 1981 (35회)                 | 프랑스 중위의 여자            | 칼 데이비스                                                               |
| 1981 (35회)                 | 아더                          | 버트 배커랙                                                               |
| 1981 (35회)                 | 불의 전차                     | 반젤리스                                                                  |
| 1981 (35회)                 | 레이더스                      | 존 윌리엄스                                                               |
| 최우수 영화 음악상          |                               |                                                                           |
| 1982 (36회)                 | E.T.                          | 존 윌리엄스                                                               |
| 1982 (36회)                 | 블레이드 러너                 | 반젤리스                                                                  |
| 1982 (36회)                 | 간디                          | 조지 펜튼과 라비 샹카르                                                   |
| 1982 (36회)                 | 의문의 실종                   | 반젤리스                                                                  |
| 1983 (37회)                 | 전장의 크리스마스             | 사카모토 류이치                                                           |
| 1983 (37회)                 | 플래시댄스                    | 조르조 모로더                                                             |
| 1983 (37회)                 | 로컬 히어로                   | 마크 노플러                                                               |
| 1983 (37회)                 | 사관과 신사                   | 잭 니치                                                                   |
| 1984 (38회)                 | 원스 어폰 어 타임 인 아메리카 | 엔니오 모리코네                                                           |
| 1984 (38회)                 | 카르멘                        | 파코 데 루시아                                                            |
| 1984 (38회)                 | 킬링필드                      | 마이크 올드필드                                                           |
| 1984 (38회)                 | 파리, 텍사스                  | 라이 쿠더                                                                 |
| 1985 (39회)                 | 위트니스                      | 모리스 자르                                                               |
| 1985 (39회)                 | 비버리 힐스 캅                | 해럴드 팰터마이어                                                         |
| 1985 (39회)                 | 에메랄드 포리스트             | 브라이언 개스코인과 주니어 홈리치                                         |
| 1985 (39회)                 | 인도로 가는 길                | 모리스 자르                                                               |
| 1986 (40회)                 | 미션                          | 엔니오 모리코네                                                           |
| 1986 (40회)                 | 아웃 오브 아프리카            | 존 배리                                                                   |
| 1986 (40회)                 | 전망 좋은 방                  | 리처드 로빈스                                                             |
| 1986 (40회)                 | 라운드 미드나잇               | 허비 행콕                                                                 |
| 1987 (41회)                 | 언터처블                      | 엔니오 모리코네                                                           |
| 1987 (41회)                 | 자유의 절규                   | 조지 펜튼과 조나스 그왕과                                                 |
| 1987 (41회)                 | 희망과 영광                   | 피터 마틴                                                                 |
| 1987 (41회)                 | 위시 유 워 히어               | 스탠리 마이어스                                                           |
| 1988 (42회)                 | 태양의 제국                   | 존 윌리엄스                                                               |
| 1988 (42회)                 | 버드                          | 레니 니하우스                                                             |
| 1988 (42회)                 | 마지막 황제                   | 사카모토 류이치, 데이비드 번 그리고 콩수                                  |
| 1988 (42회)                 | 문스트럭                      | 딕 하이먼                                                                 |
| 최우수 오리지널 영화 음악상 |                               |                                                                           |
| 1989 (43회)                 | 죽은 시인의 사회              | 모리스 자르                                                               |
| 1989 (43회)                 | 위험한 관계                   | 조지 펜튼                                                                 |
| 1989 (43회)                 | 미시시피 버닝                 | 트레버 존스                                                               |
| 1989 (43회)                 | 워킹 걸                       | 칼리 사이먼                                                               |

### 1990년대
| 연도                        | 영화                            | 작곡가                                            |
| --------------------------- | ------------------------------- | ------------------------------------------------- |
| 1990 (44회)                 | 시네마 천국                     | 안드레아 모리코네와 엔니오 모리코네               |
| 1990 (44회)                 | 사랑의 행로                     | 데이브 그루신                                     |
| 1990 (44회)                 | 멤피스 벨                       | 조지 펜튼                                         |
| 1990 (44회)                 | 헐리웃 스토리                   | 칼리 사이먼                                       |
| 1991 (45회)                 | 시라노                          | 장 클로드 프티                                    |
| 1991 (45회)                 | 늑대와 춤을                     | 존 배리                                           |
| 1991 (45회)                 | 양들의 침묵                     | 하워드 쇼어                                       |
| 1991 (45회)                 | 델마와 루이스                   | 한스 짐머                                         |
| 1992 (46회)                 | 댄싱 히어로                     | 데이비드 허쉬펠더                                 |
| 1992 (46회)                 | 미녀와 야수                     | 하워드 애시먼과 앨런 멩컨                         |
| 1992 (46회)                 | 내 노래를 들어라                | 존 알트만                                         |
| 1992 (46회)                 | 라스트 모히칸                   | 랜디 에델만과 트레버 존스                         |
| 1993 (47회)                 | 쉰들러 리스트                   | 존 윌리엄스                                       |
| 1993 (47회)                 | 알라딘                          | 앨런 멩컨                                         |
| 1993 (47회)                 | 피아노                          | 마이클 나이먼                                     |
| 1993 (47회)                 | 시애틀의 잠 못 이루는 밤        | 마크 셰이먼                                       |
| 앤서니 애스퀴스 영화 음악상 |                                 |                                                   |
| 1994 (48회)                 | 백비트                          | 돈 워스                                           |
| 1994 (48회)                 | 프리실라                        | 가이 그로스                                       |
| 1994 (48회)                 | 네 번의 결혼식과 한 번의 장례식 | 리처드 로드니 베넷                                |
| 1994 (48회)                 | 라이온 킹                       | 한스 짐머                                         |
| 1995 (49회)                 | 일 포스티노                     | 루이스 엔리케 바카로프                            |
| 1995 (49회)                 | 브레이브하트                    | 제임스 호너                                       |
| 1995 (49회)                 | 조지 왕의 광기                  | 조지 펜튼                                         |
| 1995 (49회)                 | 센스 앤 센서빌리티              | 패트릭 도일                                       |
| 1996 (50회)                 | 잉글리쉬 페이션트               | 가브리엘 야레드                                   |
| 1996 (50회)                 | 브래스드 오프                   | 트레버 존스                                       |
| 1996 (50회)                 | 에비타                          | 팀 라이스와 앤드루 로이드 웨버                    |
| 1996 (50회)                 | 샤인                            | 데이비드 허쉬펠더                                 |
| 1997 (51회)                 | 로미오와 줄리엣                 | 넬리 후퍼, 크레이그 암스트롱과 마리우스 드 브리스 |
| 1997 (51회)                 | 풀 몬티                         | 앤 더들리                                         |
| 1997 (51회)                 | LA 컨피덴셜                     | 제리 골드스미스                                   |
| 1997 (51회)                 | 타이타닉                        | 제임스 호너                                       |
| 1998 (52회)                 | 엘리자베스                      | 데이비드 허쉬펠더                                 |
| 1998 (52회)                 | 힐러리와 재키                   | 배링턴 펠롱                                       |
| 1998 (52회)                 | 라이언 일병 구하기              | 존 윌리엄스                                       |
| 1998 (52회)                 | 셰익스피어 인 러브              | 스티븐 워벡                                       |
| 1999 (53회)                 | 아메리칸 뷰티                   | 토머스 뉴먼                                       |
| 1999 (53회)                 | 부에나 비스타 소셜 클럽         | 라이 쿠더와 닉 골드                               |
| 1999 (53회)                 | 사랑의 슬픔 애수                | 마이클 나이먼                                     |
| 1999 (53회)                 | 리플리                          | 가브리엘 야레드                                   |

### 2000년대
| 연도          | 영화                             | 작곡가                                 |
| ------------- | -------------------------------- | -------------------------------------- |
| 2000 (54회)   | 와호장룡                         | 탄둔                                   |
| 2000 (54회)   | 올모스트 페이머스                | 낸시 윌슨                              |
| 2000 (54회)   | 빌리 엘리어트                    | 스티븐 워벡                            |
| 2000 (54회)   | 글래디에이터                     | 리사 제라드와 한스 짐머                |
| 2000 (54회)   | 오 형제여 어디에 있는가          | T 본 버넷과 카터 버웰                  |
| 2001 (55회)   | 물랑 루즈                        | 크레이그 암스트롱과 마리우스 드 브리스 |
| 2001 (55회)   | 아멜리에                         | 얀 티에르상                            |
| 2001 (55회)   | 반지의 제왕: 반지 원정대         | 하워드 쇼어                            |
| 2001 (55회)   | 멀홀랜드 드라이브                | 안젤로 바달라멘티                      |
| 2001 (55회)   | 슈렉                             | 해리 그레그슨윌리엄스와 존 파월        |
| 2002 (56회)   | 디 아워스                        | 필립 글래스                            |
| 2002 (56회)   | 캐치 미 이프 유 캔               | 존 윌리엄스                            |
| 2002 (56회)   | 시카고                           | 프레드 엡, 대니 엘프먼과 존 칸더       |
| 2002 (56회)   | 갱스 오브 뉴욕                   | 하워드 쇼어                            |
| 2002 (56회)   | 피아니스트                       | 보이치에흐 킬라르                      |
| 2003 (57회)   | 콜드 마운틴                      | T 본 버넷과 가브리엘 야레드            |
| 2003 (57회)   | 진주 귀걸이를 한 소녀            | 알렉상드르 데스플라                    |
| 2003 (57회)   | 킬 빌 1부                        | RZA                                    |
| 2003 (57회)   | 반지의 제왕: 왕의 귀환           | 하워드 쇼어                            |
| 2003 (57회)   | 사랑도 통역이 되나요?            | 브라이언 라이첼과 케빈 실즈            |
| 2004 (58회)   | 모터싸이클 다이어리              | 구스타보 산타올라야                    |
| 2004 (58회)   | 에비에이터                       | 하워드 쇼어                            |
| 2004 (58회)   | 코러스                           | 브뤼노 쿨레                            |
| 2004 (58회)   | 네버랜드를 찾아서                | 얀 A. P. 카치마레크                    |
| 2004 (58회)   | 레이                             | 크레이그 암스트롱                      |
| 2005 (59회)   | 게이샤의 추억                    | 존 윌리엄스                            |
| 2005 (59회)   | 브로크백 마운틴                  | 구스타보 산타올라야                    |
| 2005 (59회)   | 콘스탄트 가드너                  | 알베르토 이글레시아스                  |
| 2005 (59회)   | 미세스 헨더슨 프리젠츠           | 조지 펜튼                              |
| 2005 (59회)   | 앙코르                           | T 본 버넷                              |
| 2006 (60회)   | 바벨                             | 구스타보 산타올라야                    |
| 2006 (60회)   | 007 카지노 로얄                  | 데이비드 아널드                        |
| 2006 (60회)   | 드림걸스                         | 헨리 크리거                            |
| 2006 (60회)   | 해피 피트                        | 존 파월                                |
| 2006 (60회)   | 더 퀸                            | 알렉상드르 데스플라                    |
| 최우수 음악상 |                                  |                                        |
| 2007 (61회)   | 라 비 앙 로즈                    | 크리스토퍼 거닝                        |
| 2007 (61회)   | 아메리칸 갱스터                  | 마크 스트라이텐펠드                    |
| 2007 (61회)   | 어톤먼트                         | 다리오 마리아넬리                      |
| 2007 (61회)   | 연을 쫓는 아이                   | 알베르토 이글레시아스                  |
| 2007 (61회)   | 데어 윌 비 블러드                | 조니 그린우드                          |
| 2008 (62회)   | 슬럼독 밀리어네어                | A. R. 라만                             |
| 2008 (62회)   | 벤자민 버튼의 시간은 거꾸로 간다 | 알렉상드르 데스플라                    |
| 2008 (62회)   | 다크 나이트                      | 제임스 뉴턴 하워드와 한스 짐머         |
| 2008 (62회)   | 맘마 미아!                       | 베뉘 안데르손과 비에른 울바에우스      |
| 2008 (62회)   | 월-E                             | 토머스 뉴먼                            |
| 2009 (63회)   | 업                               | 마이클 자키노                          |
| 2009 (63회)   | 아바타                           | 제임스 호너                            |
| 2009 (63회)   | 크레이지 하트                    | T 본 버넷과 스티븐 브루튼              |
| 2009 (63회)   | 판타스틱 Mr. 폭스                | 알렉상드르 데스플라                    |
| 2009 (63회)   | 섹스 앤 드럭스 앤 록 앤 롤       | 채즈 장켈                              |

### 2010년대
| 연도                   | 영화                             | 작곡가                                   |
| 최우수 오리지널 음악상 | 최우수 오리지널 음악상           | 최우수 오리지널 음악상                   |
| ---------------------- | -------------------------------- | ---------------------------------------- |
| 2010 (64회)            | 킹스 스피치                      | 알렉상드르 데스플라                      |
| 2010 (64회)            | 127 시간                         | A. R. 라만                               |
| 2010 (64회)            | 이상한 나라의 앨리스             | 대니 엘프먼                              |
| 2010 (64회)            | 드래곤 길들이기                  | 존 파월                                  |
| 2010 (64회)            | 인셉션                           | 한스 짐머                                |
| 2011 (65회)            | 아티스트                         | 루도비크 부르스                          |
| 2011 (65회)            | 밀레니엄: 여자를 증오한 남자들   | 트렌트 레즈너와 애티커스 로스            |
| 2011 (65회)            | 휴고                             | 하워드 쇼어                              |
| 2011 (65회)            | 팅커 테일러 솔저 스파이          | 알베르토 이글레시아스                    |
| 2011 (65회)            | 워 호스                          | 존 윌리엄스                              |
| 2012 (66회)            | 007 스카이폴                     | 토머스 뉴먼                              |
| 2012 (66회)            | 안나 카레니나                    | 다리오 마리아넬리                        |
| 2012 (66회)            | 아르고                           | 알렉상드르 데스플라                      |
| 2012 (66회)            | 라이프 오브 파이                 | 마이클 대나                              |
| 2012 (66회)            | 링컨                             | 존 윌리엄스                              |
| 2013 (67회)            | 그래비티                         | 스티븐 프라이스                          |
| 2013 (67회)            | 노예 12년                        | 한스 짐머                                |
| 2013 (67회)            | 책도둑                           | 존 윌리엄스                              |
| 2013 (67회)            | 캡틴 필립스                      | 헨리 재크먼                              |
| 2013 (67회)            | 세이빙 MR. 뱅크스                | 토머스 뉴먼                              |
| 2014 (68회)            | 그랜드 부다페스트 호텔           | 알렉상드르 데스플라                      |
| 2014 (68회)            | 버드맨                           | 안토니오 산체스                          |
| 2014 (68회)            | 인터스텔라                       | 한스 짐머                                |
| 2014 (68회)            | 사랑에 대한 모든 것              | 요한 요한손                              |
| 2014 (68회)            | 언더 더 스킨                     | 미카추                                   |
| 2015 (69회)            | 헤이트풀8                        | 엔니오 모리코네                          |
| 2015 (69회)            | 스파이 브릿지                    | 토머스 뉴먼                              |
| 2015 (69회)            | 레버넌트: 죽음에서 돌아온 자     | 사카모토 류이치와 알바 노토              |
| 2015 (69회)            | 시카리오: 암살자의 도시          | 요한 요한손                              |
| 2015 (69회)            | 스타워즈: 깨어난 포스            | 존 윌리엄스                              |
| 2016 (70회)            | 라라랜드                         | 저스틴 허위츠                            |
| 2016 (70회)            | 컨택트                           | 요한 요한손                              |
| 2016 (70회)            | 재키                             | 미카추                                   |
| 2016 (70회)            | 라이언                           | 하우슈카와 더스틴 오핼러런               |
| 2016 (70회)            | 녹터널 애니멀스                  | 아벨 코제니오프스키                      |
| 2017 (71회)            | 셰이프 오브 워터: 사랑의 모양    | 알렉상드르 데스플라                      |
| 2017 (71회)            | 블레이드 러너 2049               | 벤저민 월피시와 한스 짐머                |
| 2017 (71회)            | 다키스트 아워                    | 다리오 마리아넬리                        |
| 2017 (71회)            | 덩케르크                         | 한스 짐머                                |
| 2017 (71회)            | 팬텀 스레드                      | 조니 그린우드                            |
| 2018 (72회)            | 스타 이즈 본                     | 브래들리 쿠퍼, 레이디 가가와 루카스 넬슨 |
| 2018 (72회)            | 블랙클랜스맨                     | 테런스 블랜처드                          |
| 2018 (72회)            | 빌 스트리트가 말할 수 있다면     | 니컬러스 브리텔                          |
| 2018 (72회)            | 개들의 섬                        | 알렉상드르 데스플라                      |
| 2018 (72회)            | 메리 포핀스 리턴즈               | 마크 셰이먼                              |
| 2019 (73회)            | 조커                             | 힐뒤르 그뷔드나도티르                    |
| 2019 (73회)            | 1917                             | 토머스 뉴먼                              |
| 2019 (73회)            | 조조 래빗                        | 마이클 자키노                            |
| 2019 (73회)            | 작은 아씨들                      | 알렉상드르 데스플라                      |
| 2019 (73회)            | 스타워즈: 라이즈 오브 스카이워커 | 존 윌리엄스                              |

### 2020년대
| 연도        | 영화                             | 작곡가                                     |
| ----------- | -------------------------------- | ------------------------------------------ |
| 2020 (74회) | 소울                             | 존 배티스트, 트렌트 레즈너와 애티커스 로스 |
| 2020 (74회) | 미나리                           | 에밀 모세리                                |
| 2020 (74회) | 뉴스 오브 더 월드                | 제임스 뉴턴 하워드                         |
| 2020 (74회) | 프라미싱 영 우먼                 | 앤서니 윌리스                              |
| 2020 (74회) | 맹크                             | 트렌트 레즈너와 애티커스 로스              |
| 2021 (75회) | 듄                               | 한스 짐머                                  |
| 2021 (75회) | 리카르도 가족으로 산다는 것      | 대니얼 펨버턴                              |
| 2021 (75회) | 돈 룩 업                         | 니컬러스 브리텔                            |
| 2021 (75회) | 프렌치 디스패치                  | 알렉상드르 데스플라                        |
| 2021 (75회) | 파워 오브 도그                   | 조니 그린우드                              |
| 2022 (76회) | 서부 전선 이상 없다              | 폴커 베르텔만                              |
| 2022 (76회) | 바빌론                           | 저스틴 허위츠                              |
| 2022 (76회) | 이니셰린의 밴시                  | 카터 버웰                                  |
| 2022 (76회) | 에브리씽 에브리웨어 올 앳 원스   | 손 럭스                                    |
| 2022 (76회) | 기예르모 델 토로의 피노키오      | 알렉상드르 데스플라                        |
| 2023 (77회) | 오펜하이머                       | 루드비그 예란손                            |
| 2023 (77회) | 플라워 킬링 문                   | 로비 로버트슨                              |
| 2023 (77회) | 가여운 것들                      | 저스킨 펜드릭스                            |
| 2023 (77회) | 솔트번                           | 앤서니 윌리스                              |
| 2023 (77회) | 스파이더맨: 어크로스 더 유니버스 | 대니얼 펨버턴                              |
| 2024 (78회) | 더 브루탈리스트                  | 대니얼 블럼버그                            |
| 2024 (78회) | 콘클라베                         | 폴커 베르텔만                              |
| 2024 (78회) | 에밀리아 페레즈                  | 클레망 듀콜과 카미유                       |
| 2024 (78회) | 노스페라투                       | 로빈 캐롤런                                |
| 2024 (78회) | 와일드 로봇                      | 크리스 바우어스                            |

## 같이 보기

### 다중 후보 및 수상
| 16회 후보 지명 - 존 윌리엄스 12회 후보 지명 - 알렉상드르 데스플라 10회 후보 지명 - 한스 짐머 7회 후보 지명 - 리처드 로드니 베넷 6회 후보 지명 - 조지 펜튼 - 엔니오 모리코네 - 토머스 뉴먼 - 하워드 쇼어 4회 후보 지명 - T 본 버넷 - 제리 골드스미스 | 3회 후보 지명 - 크레이그 암스트롱 - 존 배리 - 조니 그린우드 - 데이비드 허쉬펠더 - 제임스 호너 - 알베르토 이글레시아스 - 모리스 자르 - 요한 요한손 - 트레버 존스 - 미셸 르그랑 - 다리오 마리아넬리 - 존 파월 - 트렌트 레즈너 - 애티커스 로스 - 니노 로타 - 사카모토 류이치 - 구스타보 산타올라야 - 미키스 테오도라키스 - 반젤리스 - 가브리엘 야레드 | 2회 후보 지명 - 존 애디슨 - 버트 배커랙 - 니컬러스 브리텔 - 카터 버웰 - 라이 쿠더 - 조르주 들르뤼 - 마리우스 드 브리스 - 대니 엘프먼 - 마이클 자키노 - 제임스 뉴턴 하워드 - 저스틴 허위츠 - 프랑시스 레 - 미카추 - 앨런 멩컨 - 잭 니치 - 마이클 나이먼 - 대니얼 펨버턴 - A. R. 라만 - 마크 셰이먼 - 칼리 사이먼 - 스티븐 워벡 - 폴 윌리엄스 - 앤서니 윌리스 |

### 다중 수상
| 7회 수상 - 존 윌리엄스 6회 수상 - 엔니오 모리코네 3회 수상 - 알렉상드르 데스플라 | 2회 수상 - 크레이그 암스트롱 - 마리우스 드 브리스 - 데이비드 허쉬펠더 - 모리스 자르 - 토머스 뉴먼 - 구스타보 산타올라야 - 가브리엘 야레드 |

## 같이 보기
- 아카데미 음악상
- 칸 영화제 사운드트랙상
- 크리틱스 초이스 영화상 최우수 음악상
- 유러피안 영화상 최우수 작곡가상
- 골든 글로브상 최우수 오리지널 스코어상
- 그래미상 시각 미디어 작곡 사운드트랙 부문
- 그래미상 시각 미디어 컴필레이션 사운드트랙 부문

## 내용주
A1 : BAFTA 데이터베이스에 따르면, 존 윌리엄스는 두 개의 다른 영화에 대해 단일 공동 수상을 받았다.